# Bélom
Bélom, né Jean-Loïc Belhomme le 6 mars 1950 à Chanteloup (Ille-et-Vilaine), est un auteur de bande dessinée français.

## Biographie
Il commence par travailler comme directeur artistique dans des agences de publicité. Dessinateur professionnel depuis 1982, ses travaux paraissent dans des journaux divers : Le Pèlerin, La Vie, Ouest-France, Lui, Spirou, Télé 7 jeux, Que choisir, L'Équipe, etc. Le public le connaît notamment pour les strips mettant en scène son personnage « Bob » sur les bouteilles de lait frais Bridel.
En 1981, Bélom rencontre Gérard Cousseau, dit Gégé ; les deux artistes entreprennent de multiples collaborations. À partir des années 1980, ils participent au périodique breton  Frilouz ainsi qu'au Journal de Mickey, notamment pour les Bébés Disney. Inspiré par cette expérience, Gégé travaille sur des personnages de cartes postales : Les Trognons. L'éditeur Bamboo propose de transformer ces bébés en série de bande dessinée et, à partir de 2003, le tandem lance Les Ripoupons, dans le registre humoristique, publiée dans Ouest-France. Leur travail en commun donnera aussi lieu à la série L'Encyclopédie des prénoms (Vents d'Ouest). Avec Alain Sirvent (dessin), Bélom scénarise entre 2003 et 2012 Les Toubibs, autre série fondée sur des gags ; Gégé co-scénarise plusieurs tomes,. En 2006, pour l'éditeur breton Des dessins et des mots, Bélom illustre Les nouvelles recettes savoureuses et amusantes, recueil de recettes de cuisine, d'après une idée de Christophe Tricart.
En 2007 paraît l'album humoristique Les Bretons, co-scénarisé par Bélom et Gégé (Gérard Cousseau), dessiné par le québécois Jérôme Mercier et mis en couleur par Burps. Les planches sont prépubliées dans Ouest-France. Toujours sur le thème de la Bretagne et de l'humour, Bélom entreprend en solo Comment devenir Breton - Ou le rester si vous l'êtes déjà, publié en 2018 (Jungle). L'artiste vit à Cesson-Sévigné.

## Œuvre
- Bébés Disney, scénario de Bélom, dessins de Claude Marin

1. Premiers pas, coscénario  de François Corteggiani et Gégé, Hachette BD, 1987  (ISBN 2-7316-0454-9)
2. Graines de stars, coscénario  de Gégé, Dargaud, collection Disney Gags, 1992  (ISBN 2-908803-12-7)

HS. Bébé Dingo a perdu une moufle, George Naef, collection Disney Babies, 1990  (ISBN 2-8313-0073-8)
- Bec-en-Fer, scénario de Bélom, dessins de Jean-Louis Pesch, Éditions P'tit Louis

1. Moult gags diantrement désopilants !, 2009  (ISBN 978-2-914721-38-7)

- Bouche-trous, scénario et dessins de Bélom, PBDN, collection Carnet de Chéques, 1986
- Les Bretons, scénario de Bélom et Gégé, dessins de Jérôme Mercier, Éditions Jungle, 2007  (ISBN 978-2-87442-437-3)
- Ça occupe, scénario et dessins de Bélom, Glénat, 1983  (ISBN 2-7234-0351-3)
- Comment devenir breton - Ou le rester si vous l'êtes déjà, Éditions Jungle, 2018  (ISBN 2-7234-0351-3)
- De Jésus à Jospin, scénario de Bélom, dessins de Gégé, Trognon Création, 2001  (ISBN 2-914464-03-7)
- Drôles de sports !, scénario et dessins de Bélom, Bamboo, 2002  (ISBN 2-912715-08-3)
- L'Encyclopédie des prénoms, Vents d'Ouest, collection Humour à partir du tome 12

1. Pierre, scénario de Bélom et Gégé, dessins d'Éric Miller, 2005  (ISBN 2-7493-0230-7)
2. Nathalie, scénario de Bélom et Gégé, dessins de David Amorin, 2005  (ISBN 2-7493-0231-5)
4. Isabelle, scénario de Bélom et Gégé, dessins de Dominique Mainguy, 2005  (ISBN 2-7493-0228-5)
5. Olivier, scénario de Bélom et Gégé, dessins de Frédéric Coicault, 2005  (ISBN 2-7493-0229-3)
6. Nicolas, scénario de Bélom et Gégé, dessins de David Amorin, 2005  (ISBN 2-7493-0241-2)
7. Christophe, scénario de Bélom et Gégé, dessins de Jean-François Miniac, 2005  (ISBN 2-7493-0242-0)
8. Philippe, scénario de Bélom et Gégé, dessins de Dominique Mainguy, 2005  (ISBN 2-7493-0243-9)
9. Marie, scénario de Bélom et Gégé, dessins de Thierry Laudrain, 2005  (ISBN 2-7493-0244-7)
10. Sylvie, scénario de Gégé et Bélom, dessins de Gildo, 2005  (ISBN 2-7493-0245-5)
11. Corinne, scénario de Bélom et Gégé, dessins d'Éric Miller, 2006  (ISBN 2-7493-0308-7)
12. Laurent, scénario de Gégé et Bélom, dessins de Gildo, 2006  (ISBN 2-7493-0303-6)
13. Jean, scénario de Bélom et Gégé, dessins de David Amorin, 2006  (ISBN 2-7493-0310-9)
14. Sandrine, scénario de Gégé et Bélom, dessins de Gildo, 2006  (ISBN 2-7493-0311-7)
15. Sophie, scénario de Gégé et Bélom, dessins de Régis Moulinet, 2006  (ISBN 2-7493-0320-6)
16. Thierry, scénario de Gégé et Bélom, dessins de Gildo, 2006  (ISBN 2-7493-0321-4)
17. Patrick, scénario de Gégé et Bélom, dessins de Cédric Ghorbani, 2006  (ISBN 2-7493-0322-2)
18. Stéphanie, scénario de Bélom et Gégé, dessins de Dominique Mainguy, 2006  (ISBN 2-7493-0323-0)
19. François, scénario de Bélom et Gégé, dessins de Laurent Bordier, 2007  (ISBN 978-2-7493-0375-8)
20. Paul, scénario de Bélom et Gégé, dessins de David Amorin, 2007  (ISBN 978-2-7493-0363-5)
21. Anne, scénario de Bélom et Gégé, dessins de Rich, 2007  (ISBN 978-2-7493-0364-2)
22. Léa, scénario de Gégé et Bélom, dessins de Régis Moulinet, 2007  (ISBN 978-2-7493-0366-6)
23. Alexandre, scénario de Bélom et Gégé, dessins de Laurent Bordier, 2007  (ISBN 978-2-7493-0401-4)
24. Mathieu, scénario de Gégé et Bélom, dessins de Cédric Ghorbani, 2007  (ISBN 978-2-7493-0402-1)
25. Véronique, scénario de Gégé et Bélom, dessins de Gildo, 2007  (ISBN 978-2-7493-0403-8)
26. Louise, scénario de Bélom et Gégé, dessins de Rich et Dom, 2007  (ISBN 978-2-7493-0404-5)
27. Jacques, scénario de Bélom et Gégé, dessins de Fabio Lai, 2008  (ISBN 978-2-7493-0431-1)
28. Jules, scénario de Bélom et Gégé, dessins d'Éric Miller, 2008  (ISBN 978-2-7493-0432-8)
29. Élisabeth, scénario de Gégé et Bélom, dessins de Gildo, 2008  (ISBN 978-2-7493-0433-5)
30. Margot, scénario de Bélom et Gégé, dessins de Rich et Dom, 2008  (ISBN 978-2-7493-0434-2)
31. Michel, scénario de Bélom et Gégé, dessins de Laurent Bordier, 2008  (ISBN 978-2-7493-0454-0)
32. Thomas, scénario de Bélom et Gégé, dessins de Rich et Dom, 2008  (ISBN 978-2-7493-0455-7)
33. Emma, scénario de Bélom et Gégé, dessins de Fabio Lai, 2008  (ISBN 978-2-7493-0456-4)
34. Julie, scénario de Bélom et Gégé, dessins d'Éric Miller, 2008  (ISBN 978-2-7493-0457-1)
35. Christian, scénario de Bélom et Gégé, dessins de Dominique Mainguy, 2009  (ISBN 978-2-7493-0492-2)
36. Hélène, scénario de Bélom et Gégé, dessins de Rich, 2009  (ISBN 978-2-7493-0493-9)
37. Martin, scénario de Bélom et Gégé, dessins de Laurent Bordier, 2009  (ISBN 978-2-7493-0494-6)
38. Manon, scénario de Bélom et Gégé, dessins de Fabio Lai, 2009  (ISBN 978-2-7493-0522-6)
39. Patrice, scénario de Bélom et Gégé, dessins de Moh et Dom, 2009  (ISBN 978-2-7493-0523-3)
40. Céline, scénario de Bélom et Gégé, dessins de Ricardo Manhaes, 2009  (ISBN 978-2-7493-0524-0)
- Joyeux Noël !, scénario de Gégé, Bélom et François Corteggiani, dessins de Claude Marin et Giorgio Cavazzano, 2011
- Les Ripoupons, scénario de Bélom, dessins de Gégé, Bamboo

1. Touche pas à mon doudou !, coscénario de Gégé, 2003  (ISBN 2-912715-82-2)
2. On remet une couche !, 2004  (ISBN 2-915309-03-5)
3. Même pas peur !, 2004  (ISBN 2-915309-18-3)
4. Pots, potins, 2005  (ISBN 2-915309-69-8)
5. Chapeau bas !, 2006  (ISBN 2-350-78086-4)
6. Du nouveau dans le dortoir, 2007  (ISBN 978-2-350-78257-7)

Best Of - Les Doudous, 2011  (ISBN 978-2-8189-0577-7)
- Sylvain et Sylvette

43. Le Plein de gags !, scénario de Bélom, dessins de Jean-Louis Pesch, Le Lombard, 2001  (ISBN 2-8036-1487-1)
47. Bouquet de gags !, scénario de Bélom, dessins de Jean-Louis Pesch, Dargaud, 2003  (ISBN 2-205-05428-7)
49. Guirlande de gags !, scénario de Bélom, dessins de Jean-Louis Pesch, Dargaud, 2004  (ISBN 2-205-05643-3)
52. Tranches de gags, scénario de Bélom, dessins de Bérik, Dargaud, 2007  (ISBN 978-2-205-05883-3)
54. Moissons de gags !, scénario de Bélom, dessins de Jean-Louis Pesch, Dargaud, 2009  (ISBN 978-2-205-06247-2)
56. La Mare aux gags, scénario de Bélom, dessins de Bérik, Dargaud, 2011  (ISBN 978-2-205-06638-8)
58. Brochettes de gags !, scénario de Bélom, dessins de Bérik, Dargaud, 2013  (ISBN 978-2-205-06859-7)
- Sylvain et Sylvette, Éditions P'tit Louis

3. La petite fée et le dragon, scénario de Bélom, dessins de Jean-Louis Pesch, 2011  (ISBN 978-2-914721-51-6)
4. La petite mouette et le dauphin, scénario de Bélom, dessins de Jean-Louis Pesch, 2011  (ISBN 978-2-914721-52-3)
9. Le petit cirque, scénario de Bélom, dessins de Jean-Louis Pesch, 2012  (ISBN 978-2-914721-60-8)
- Les Toubibs, scénario de Bélom et Gégé, dessins d'Alain Sirvent, Bamboo

1. C'est grave, docteur ?, 2003  (ISBN 2-912715-97-0)[10]
2. Au suivant !, 2004  (ISBN 2-915309-07-8)
3. Bons réflexes, coscénario de Gégé, 2005  (ISBN 2-915309-20-5)
4. Sur les dents !, coscénario de Gégé, 2006  (ISBN 2-350-78081-3)
5. Coup de blouse, 2007  (ISBN 978-2-350-78245-4)
6. 30 - 15 !, coscénario de Gégé, 2008  (ISBN 978-2-350-78393-2)
7. Faites « Aaaah », 2009  (ISBN 978-2-350-78600-1)
8. Salle des plâtres, 2010  (ISBN 978-2-350-78838-8)
9. Snirf !, 2011  (ISBN 978-2-8189-0265-3)

HS. Best of  - Pas ce soir, j'ai la migraine !, coscénario de Gégé, 2012  (ISBN 978-2-8189-0851-8)
HS. Best Of 10 ans Bamboo, 2008  (ISBN 978-2-350-78490-8)
- Les Trésors de Mickey, scénario et dessins collectifs, Disney Hachette Presse, collection Journal de Mickey, 1997  (ISBN 2-230-00770-X)
- WC BD, scénario et dessins collectifs, Jungle, collection  WC BD, 2013  (ISBN 978-2-8222-0299-2)